# Chris Karrer
Christoph "Chris" Karrer, född 20 januari 1947 i Kempten, Bayern, död 2 januari 2024, var en tysk krautrockmusiker (framförallt gitarrist) och kompositör. Han var en av grundarna av Amon Düül och känd för sina samarbeten med bland annat rockgruppen Popol Vuh och med den esoteriske bildkonstnären och sakrale sångaren Ernst Fuchs. Karrer spelade gitarr, oud, fiol och saxofon.
12 år gammal började han spela banjo och sopransaxofon. Direkt efter gymnasiet studerade han vid Konsthögskolan i München. 1967 bildade han tillsammans med Peter Leopold, Dieter Serfas och några andra bandet Amon Düül. Med sitt band Amon Düül II framträdde Karrer 1970 i det tyska tv-programmet Beat-Club.

## Album (i urval)
- med Amon Düül se Amon Düül

solo
- Chris Karrer (1980)
- Dervish Kiss (1994) med bland andra Ernst Fuchs och Şivan Perwer
- Sufisticated (1996)
- The Mask (1997)
- Grandezza Mora (1999)

med andra grupper
- Sei still, wisse ich bin (1981) med Popol Vuh
- Fitzcarraldo (Soundtrack, 2005) med Popol Vuh
- Temporale (2005) med Alhambra
- Multiphonic Music (2006) med Uli Trepte
- Psy (2008) med Guru Guru
- Portrait (2009) med Uli Trepte

## Filmer och tv-prgram
- Amon Düül spielt Phallus Dei (1969) som DVD 2005
- Beat-Club (1970) med Amon Düül 2
- Die Niklashauser Fart (1970) av Rainer Werner Fassbinder
- San Domingo (1970) av Hans-Jürgen Syberberg (året efter tilldelad ett tyskt filmpris för sin filmmusik)
- Krautrock Meeting (2005) rockgala 2004 med bland annat Amon Düül 2 (2DVD)